# اومبرتو ماریلس
اومبرتو ماریلس (انگلیسی: Humberto Mariles؛ ۱۳ ژوئن ۱۹۱۳ – ۷ دسامبر ۱۹۷۲) سوارکار اهل مکزیک بود.
وی در مسابقات کشوری و بین‌المللی در مجموع برندهٔ ۳ مدال طلا، ۱ مدال برنز شده‌است.